# Haliscera conica
Haliscera conica is een hydroïdpoliep uit de familie Halicreatidae. De poliep komt uit het geslacht Haliscera. Haliscera conica werd in 1902 voor het eerst wetenschappelijk beschreven door Vanhöffen. 